# Jacques Simon
Jacques Simon (* 25. März 1941 in Omonville-la-Rogue, Département Manche; † 5. Dezember 2017 in Valognes), genannt „Jacky“, war ein französischer Fußballspieler.

## Vereinskarriere
Der nahe dem Cap de la Hague aufgewachsene Innenstürmer kam mit 18 von einem Amateurverein zur AS Cherbourg, stieg mit diesem Klub am Ende der Saison 1959/60 in die Division 2 auf und entwickelte sich dort in den folgenden drei Jahren aufgrund seiner Schnelligkeit, seines technischen Vermögens und seiner Torgefährlichkeit zum Stammspieler. Der kleine, schmächtige Normanne machte seine körperlichen Defizite auch durch sein Kämpferherz wett – und das im doppelten Sinne: sein Herz schlug selbst bei großer Anstrengung mit extrem niedriger Frequenz, was ihm eine enorme Ausdauer ermöglichte.
Zur Saison 1963/64 verpflichtete ihn der Konkurrent und Erstligaaufsteiger FC Nantes, bei dem Jacques Simon unter Trainer José Arribas schnell zu einer bestimmenden Rolle fand und maßgeblichen Anteil an Nantes’ Höhenflug hatte. Das erste Jahr im fußballerischen Oberhaus beendete der Neuling auf dem 8. Platz. Aber die folgende Saison schlossen die wegen ihres gelben Dresses les Canaris genannten Kicker überraschend als Meister ab – und „Jacky“ holte sich mit 24 Treffern die Torjägerkrone. Noch vor Saisonende spielte er auch erstmals für die Nationalmannschaft. 1965/66 gelang dem Klub aus Nantes die Titelverteidigung, zu der Simon erneut eine zweistellige Zahl an „Buden“ beigesteuert hatte, auch wenn er dem neuen Goalgetter Philippe Gondet, der ihn als Torschützenkönig der Liga beerbte, häufig die entscheidende Vorlage gab. Außerdem stand er erstmals im Landespokalfinale, wo sich dann allerdings Racing Strasbourg mit 1:0 durchsetzte, weil es den Elsässern über 90 Minuten gelang, Simon und Gondet auszuschalten.
1966/67 folgte die Vizemeisterschaft hinter der AS Saint-Étienne, dem anderen aufgehenden Stern im französischen Vereinsfußball, ein Jahr darauf hatte der FC Nantes als Siebter mit dem Meisterschaftsausgang nichts zu tun. Nach fünf erfolgreichen Jahren bei den Canaris, bei denen Jacques Simon sich zu einer nationalen Größe entwickelt und für die er, von schwereren Verletzungen verschont, nur eine Handvoll Spiele verpasst und über 70 Punktspieltore geschossen hatte, unterschrieb er 1968 einen Vertrag bei Girondins Bordeaux.
Gleich das erste Jahr bei Bordeaux ließ sich für ihn erfolgreich an: die Saison 1968/69 beendeten die Girondins nach einem Kopf-an-Kopf-Rennen mit Saint-Étienne als Vizemeister, „Jacky“ brachte es durch seine 14 Treffer auf den siebten Platz unter den besten Torschützen und im Mai 1969 stand er zum zweiten Mal im Pokalendspiel. Das allerdings gewann erneut der Gegner, und wie 1966 die Strasbourger ließ diesmal Olympique Marseilles Abwehr keinen Treffer von Simon oder seinen Mannschaftskameraden zu. Im Jahr darauf mit Bordeaux nur Ligasechster, wechselte er anschließend zu Red Star.

Auch wenn er dort gutes Geld verdiente: die nächsten drei Jahre befand er sich in der ungewohnten Situation, statt um den Titel nur noch gegen den Abstieg zu spielen. Inzwischen meist im Mittelfeld eingesetzt, erzielte er auch nur noch selten Tore. Nach einem 15. und einem 17. Platz stand Red Star Ende der Saison 1972/73 auf dem 19., dem vorletzten Tabellenrang; Jacques Simon wollte sich eine Rückkehr in die Zweitklassigkeit nicht mehr antun und beendete mit 32 Jahren seine Profikarriere.

### Stationen
- UST d'Équeurdreville-Hainneville (bis 1959)
- Association Sportive de Cherbourg-Stella (1959–1963)
- Football Club de Nantes (1963–1968)
- Girondins de Bordeaux (1968–1970)
- Red Star de Paris (1970–1973)

## Nationalspieler
Zwischen März 1965 (Debüt bei der 1:2-Heimniederlage gegen Österreich) und März 1969 wurde „Jacky“ auch zu 15 Spielen in die A-Nationalelf Frankreichs berufen, in denen ihm allerdings lediglich ein Treffer gelang. 13 dieser Einsätze fielen in seine Zeit bei Nantes, zwei, während er für Bordeaux spielte. Er gehörte 1966 zum WM-Aufgebot und stand in zwei der drei Begegnungen der Équipe tricolore auf dem englischen Rasen.

## Leben nach der Spielerzeit
Jacques Simon kehrte an die Küste des Ärmelkanals zurück und betrieb ein Sportartikelgeschäft in Carentan, wo er nebenbei den lokalen Amateurverein Club Sportif Carentan trainierte. Später arbeitete „Jacky“ in einem Zuliefererbetrieb für das Kernkraftwerk Flamanville; vor seinem Tod lebte er als Pensionär in der Nähe von Cherbourg. Am 5. Dezember 2017 starb Simon 76-jährig im Krankenhaus von Valognes.

## Palmarès
- Französischer Meister: 1965, 1966 (und Vizemeister 1967, 1969)
- Französischer Pokalsieger: Fehlanzeige, aber Finalist 1966, 1969
- 302 Spiele und 98 Treffer in der Division 1, davon 156/73 für Nantes, 60/18 für Bordeaux und 86/7 für Red Star
- Torschützenkönig: 1965
- 8 Einsätze (2 Tore) im Europapokal der Landesmeister
- 15 A-Länderspiele, ein Tor; WM-Teilnehmer 1966